# Aromobates alboguttatus
Espèce
Synonymes
- Phyllobates alboguttatus Boulenger, 1903
- Nephelobates alboguttatus (Boulenger, 1903)
- Colostethus inflexus Rivero, 1980 "1978"
- Nephelobates inflexus (Rivero, 1980)

Statut de conservation UICN

 EN B1ab(iii,v)+2ab(iii,v) : En danger
Aromobates alboguttatus est une espèce d'amphibiens de la famille des Aromobatidae.

## Répartition
Cette espèce est endémique de la cordillère de Mérida au Venezuela. Elle se rencontre  entre 1 600 et 3 090 m d'altitude dans les États de Mérida et de Táchira.

## Description
L'holotype de Aromobates alboguttatus mesure 25 mm. Cette espèce a la face dorsale noire avec de petites taches rondes disposées en une série régulière de chaque côté du dos. La partie antérieure de sa face ventrale est brun foncé avec des taches blanches rondes. La partie postérieure est quant à elle blanche ainsi que la face interne de ses membres.

## Publication originale
- Boulenger, 1903 : On some batrachians and reptiles from Venezuela. Annals and Magazine of Natural History, ser. 7, vol. 11, no 65, p. 481-484 (texte intégral).